# Ameles crassinervis
Ameles crassinervis är en bönsyrseart som beskrevs av Dirsch 1927. Ameles crassinervis ingår i släktet Ameles och familjen Mantidae. Inga underarter finns listade i Catalogue of Life.